# Jankova
Jankova este o localitate din comuna Vojnik, Slovenia, cu o populație de 98 de locuitori.